# Terrain:loenhart&mayr
terrain:loenhart&mayr ist ein Architektur- und Landschaftsarchitekturbüro mit Sitz in München.

## Geschichte
Das Büro terrain:loenhart&mayr wurde 2003 von Klaus K. Loenhart und Christoph Mayr gegründet.
Klaus K. Loenhart studierte Architektur an der Fachhochschule München und praktizierte bei Herzog & de Meuron. An der Harvard Graduate School of Design in Cambridge (USA) studierte er Landschaftsarchitektur sowie Designgeschichte und -theorie und sammelte erste Erfahrungen in der Lehre. 2006 wurde er als Professor und Institutsleiter an die Technische Universität Graz berufen.
Christoph Mayr studierte zunächst Innenarchitektur an der Fachhochschule Rosenheim, dann Architektur an der Fachhochschule München. Vor Gründung von terrain:loenhart&mayr arbeitete er für Uwe Kiessler und war Partner von Josef Peter Meier-Scupin und Muck Petzet.

## Projekte

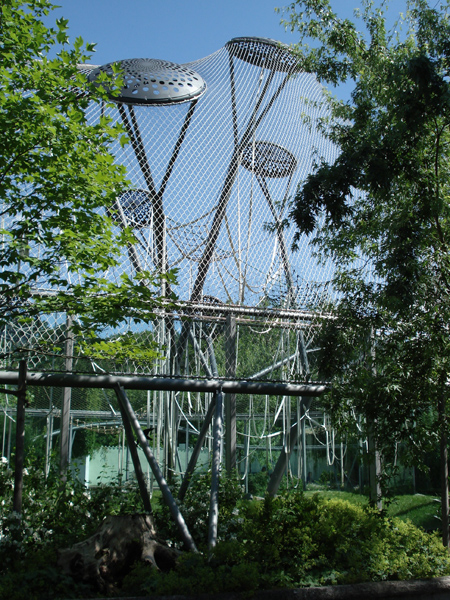
Orang-Utan Freigehege im Zoo Hellabrunn

- 2006–2008 Große Olympiaschanze in Garmisch-Partenkirchen, Entwurf und Planung der Skisprungschanze, Aufsprungbauwerk und Außenanlagen
- 2006–2007 Werkbundsiedlung Wiesenfeld, München in Zusammenarbeit mit Bernd Kniess Architekten Stadtplaner
- 2005-06 Tierpark Hellabrunn München: Orang-Utan Freiluftgehege in Zusammenarbeit mit Mayr + Ludescher
- 2005 TÜV SÜD, Prototyp für den Prüfstelle der Zukunft
- 2005 Ausstellungspavillon für die Bundesgartenschau 2005, München

## Wettbewerbserfolge
- 2008 Pavoreal Development: Weltkulturerbe Graz, 3. Preis
- 2007–2008 Große Olympiaschanze Garmisch-Partenkirchen, 1. Preis
- 2006–2007 Werkbundsiedlung Wiesenfeld München, 1. Preis

## Auszeichnungen
- 2009 Nominierung für Mies van der Rohe Award for European Architecture[1]
- 2008 Balthasar Neumann Preis (engere Wahl)
- 2008 Ingenieurbau-Preis Ernst und Sohn, (Auszeichnung)[2]
- 2005 Renault Traffic Design Award für TÜV Süd